# Ion Vélez
Ion Vélez Martínez (Tafalla, 17 febbraio 1985) è un ex calciatore spagnolo, di ruolo attaccante.